# Christopher Korten
Christopher Korten – brytyjski historyk, doktor habilitowany nauk humanistycznych. Specjalizuje się w historii religii czasów nowożytnych oraz Stanów Zjednoczonych. Profesor uczelni na Wydziale Historii Uniwersytetu im. Adama Mickiewicza w Poznaniu, gdzie pracuje w Pracowni Historii Wizualnej.
Stopień doktorski uzyskał w 2006 na podstawie pracy pt. The Making of a Pope: How Mauro Cappellari became Pope Gregory XVI (1765-1831). Habilitował się w 2020 na podstawie oceny dorobku naukowego i monografii pt. Half-Truths: the Irish College, Rome and a select history of the Catholic Church (1772-1826).